# René Jutras (chef)
Pour les articles homonymes, voir René Jutras et Jutras.
Le docteur René Jutras est né à Victoriaville (Québec) en 1922 et décédé en 1988. 
Il fait des études au collège Saint-Antoine de Trois-Rivières, au Séminaire de Mont-Laurier et au Grand séminaire de Québec. De 1947 à 1952, il étudie en médecine à l'Université Laval de Québec. Il se spécialise en pédiatrie aux États-Unis de 1952 à 1956, puis fonde le Service de pédiatrie de l'Hôtel-Dieu d'Arthabaska et en devient le chef.
René Jutras est marié à Thérèse Martel, également médecin, avec qui il a 11 enfants.
En septembre 1964, il fonde le Regroupement national (RN), dont il devient le président, avec quelques autres dissidents du Rassemblement pour l'indépendance nationale (RIN), dont Jean Garon et Marc-André Bédard. 
En mars 1966, le Regroupement national (RN) s'allie au Parti des créditistes du Québec pour ainsi constituer le Ralliement national (RN). René Jutras et Laurent Legault en assument la coprésidence. Le Dr Jutras se présente à l'élection du 5 juin 1966 pour le Ralliement national. Son parti récolte 3,6 % des suffrages. Il annonce sa démission de la présidence du Ralliement national au congrès d'août 1966 afin de vaquer à sa profession de médecin et de s'occuper de sa famille. Le nouveau président élu du Ralliement national est Gilles Grégoire, jusqu'à la fusion du RN et du Mouvement souveraineté-association de René Lévesque. Cette fusion mène à la création du Parti québécois en octobre 1968.
Le Dr Jutras décède dans des circonstances tragiques, lorsqu'il est assassiné par un cambrioleur dans sa maison de Victoriaville le 31 mai 1988.